# Tatsumi Naofumi
Tatsumi Naofumi est un nom japonais traditionnel ; le nom de famille (ou le nom d'école), Tatsumi, précède donc le prénom (ou le nom d'artiste).
Le baron Tatsumi Naofumi (立見 尚文) (21 août 1845 - 6 mars 1907) est un général de l'armée impériale japonaise

## Biographie
Aussi connu sous le nom de Tatsumi Kanzaburō (立見鑑三郎) dans sa jeunesse, Tatsumi est né à la résidence d'Edo du domaine de Kuwana dans la province d'Ise (actuelle préfecture de Mie) de Machida Dendayu, et est plus tard adopté par son oncle, Tatsumi Johei. À 5 ans, le jeune Tatsumi s'installe à Kuwana avec son père adoptif, et à 8 ans, il entre à l'école han du domaine, la Rikkyokan, y étudiant la littérature et les arts martiaux, et recevant les félicitations pour son excellence académique à l'âge de 15 ans. Peu après, Matsudaira Sadaaki devient le daimyo de Kuwana et Tastumi devient son page avec un revenu de 180 koku. Avec Matsudaira Sadaaki, il part pour Edo en 1861 où il réussit à entrer à l'école shogunale pour élite, le Yushima Seidō, où il est vu comme un prodige.
Quand Matsudaira Sadaaki est nommé Kyoto Shoshidai, Tatsumi le suit jusqu'à Kyoto où il sert d'intermédiaire avec d'autres domaines. C'est à ce poste qu'il rencontre de nombreux hommes qui deviendront plus tard célèbres durant l'ère Meiji, comme Kido Takayoshi, Ōkubo Toshimichi, et Saigō Takamori. Il est cependant retransféré à Edo et entre dans l'infanterie du shogunat Tokugawa formée par les Français. Ses instructeurs militaires français notent que « Tatsumi est un génie de soldat ». Il sert plus tard dans le 3e régiment d'infanterie du Bakufu.
Durant la bataille de Toba-Fushimi, il se trouve à Edo. Quand Matsudaira Sadaaki y revient, Tatsumi appelle à s'opposer militairement à l'armée impériale. Il suit son seigneur, avec les autres serviteurs de Kuwana se trouvant à Edo, jusqu'à la province d'Echigo par bateau où ils espèrent établir par eux-mêmes un territoire officiellement shogunal à Kashiwazaki. Tatsumi organise les serviteurs de Kuwana en trois unités, la Raijintai (en), la Jinputai, et la Chinintai. Des élections sont organisées pour déterminer les commandants de chaque unité, et Tatsumi devient commandant de la Raijintai, tandis que son frère aîné Machida Ronoshin devient celui de la Jinputai. Grâce à d'habiles tactiques de guérilla, Tatsumi réussit à se frayer jusqu'à Kashiwazaki. Rejoint par Matsudaira Sadaaki, il continue à combattre contre l'armée du nouveau gouvernement de Meiji, d'abord indépendamment, puis de concert avec le domaine de Nagaoka. Cependant, quand Nagaoka est vaincu, les forces de Kuwana avancent vers le nord à Aizu, le domaine du frère de Matsudaira Sadaaki, Matsudaira Katamori. Tatsumi participe à la campagne d'Aizu et mène les forces de Kuwana vers les nord selon les ordres de Matsudaira Sadaaki, capitulant finalement au domaine de Shonai quelque temps plus tard.
Après la guerre de Boshin, Tatsumi est placé en isolement et change son prénom en Naofumi. Pardonné par le nouveau gouvernement, il rejoint l'armée impériale japonaise avec le rang de major en juin 1877. Il sert comme chef d'État-major de la Shinsenryodan, une unité composée d'anciens serviteurs de Kuwana et de membres du Shinsen gumi, durant la répression de la rébellion de Satsuma. Il est promu lieutenant-colonel en février 1884 puis colonel en novembre 1887.
Promu major-général en juin 1894, il sert durant la première guerre sino-japonaise, et se distingue par son rôle lors de la bataille de Pyongyang. Il reçoit le titre de baron (danshaku) selon le système de noblesse kazoku en août 1895 et est promu lieutenant-général en octobre 1898.
Durant la guerre russo-japonaise, il est commandant de la 8e division. Deux des principales batailles de sa carrière militaire sont celle de Sandepu et celle de Mukden en 1905. Il est promu général en mai de l'année suivante.
Il sert plus tard comme commandant de l'école militaire impériale du Japon et comme chef des forces japonaises de Taïwan.